# Île Jenny Lind
L'île Jenny Lind est une île de 420 km2 située dans le golfe de la Reine-Maud, dans la région de Kitikmeot, au Nunavut (Canada). Elle a été nommée en l'honneur de la chanteuse d'opéra suédoise Jenny Lind.

## Histoire
L'île Jenny Lind est inhabitée mais possède un système d'alerte du Nord actif. Faisant partie originellement de la ligne DEW, le site est connu sous le nom de CAM-1.

## Géographie

### Climat
| Mois                              | jan.  | fév.  | mars  | avril | mai  | juin | jui. | août | sep. | oct.  | nov.  | déc.  | année |
| --------------------------------- | ----- | ----- | ----- | ----- | ---- | ---- | ---- | ---- | ---- | ----- | ----- | ----- | ----- |
| Température minimale moyenne (°C) | −37,2 | −37,4 | −34,6 | −26,1 | −13  | −1,9 | 2,6  | 1,7  | −3   | −13,6 | −26,7 | −33,2 | −18,5 |
| Température moyenne (°C)          |       |       | −29,9 | −21,6 | −9,3 | 0,7  | 6,1  | 4,5  | −0,9 | −10,4 | −22,7 | −28,6 |       |
| Température maximale moyenne (°C) | −5,1  | −8,8  | −7,8  | 2,8   | 6,1  | 18,3 | 22,8 | 20,6 | 15   | 6     | 0,6   | −2,8  | 22,8  |

| Diagramme climatique                                  |             |             |            |          |            |           |           |        |          |            |             |
| J                                                     | F           | M           | A          | M        | J          | J         | A         | S      | O        | N          | D           |
| −5,1−37,280                                           | −8,8−37,480 | −7,8−34,680 | 2,8−26,180 | 6,1−1380 | 18,3−1,980 | 22,82,680 | 20,61,780 | 15−380 | 6−13,680 | 0,6−26,780 | −2,8−33,280 |
| Moyennes : • Temp. maxi et mini °C • Précipitation mm |             |             |            |          |            |           |           |        |          |            |             |

## Faune
L'île Jenny Lind est une zone importante pour la conservation des oiseaux (no NU088, selon la référence du programme « Bird and Biodiversity Areas » de l'antenne canadienne de l'ONG Birdlife International) et un habitat clé (en) pour les oiseaux migrateurs. Elle est notamment peuplée par la Bernache du Canada et l'oie de Ross. Le bœuf musqué est également présent sur l'île.